# 石川県道153号我谷今立塔尾線
石川県道153号我谷今立塔尾線（いしかわけんどう153ごう わがたにいまだちとのおせん）とは、石川県加賀市内にある一般県道（石川県道）である。

## 概要
- 起点：石川県加賀市山中温泉我谷町ホ1番22地先（＝我谷ダム前、国道364号交点）
- 終点：石川県加賀市塔尾町ろ1番1地先（＝石川県道39号山中伊切線交点）

起点から我谷ダム湖畔に沿ってをのぼるように東へ進む。九谷ダム前を経て、我谷ダム湖畔に沿って大聖寺川をのぼるように東へ進む。加賀市九谷町より道幅が狭まり、杉ノ水川にそってさらに東へ進む。同市杉水町で北に折れるが、ここから杉ノ水峠を越え同市今立町地内に至る2.09kmは、車両通行不能区間である。同市今立町の動橋川沿いまで北に進んだ後、そのまま動橋川に沿って北東に進む。同市今立町の白山神社付近で道幅が広がり、石川県内水面水産センター前を経て、終点に至る。

## 歴史
- 1960年（昭和35年）10月15日：路線認定。

## 接続道路
- 国道364号（加賀市山中温泉我谷町・我谷ダム前：起点）
- 石川県道39号山中伊切線（同市塔尾町：終点）

## 通行不能区間
- 加賀市山中温泉杉水町 - 杉ノ水峠 - 同市今立町 2.09km
  - 加賀市山中温泉杉水町から、「県民の森」の敷地内を経て、今立町の動橋川沿いまで迂回できる林道（立杉林道）がある[注 1]。

## 冬期閉鎖区間
- 加賀市山中温泉杉水町 - 杉ノ水峠 - 同市今立町 4.1km
  - 概ね12月中旬から翌年4月下旬まで閉鎖される。

## 通過する自治体
- 石川県
  - 加賀市